# イースタンサバーブスRUFC
イースタンサバーブス・ラグビーユニオンフットボールクラブ（英: Eastern Suburbs Rugby Union Football Club）は、オーストラリア・ニューサウスウェールズ州シドニー都市圏のウラーラを拠点とするラグビーユニオンチーム。シュートシールドに所属。通称はイースツ（Easts）。

## 概要
1900年創設。
ニューサウスウェールズ州における最高峰リーグであるシュートシールドに所属。
2015年には松島幸太朗が所属し、7試合に出場。

## タイトル
2022年10月現在
- シュートシールド
  - 優勝 9回：1903, 1913, 1921, 1931, 1941, 1944, 1946, 1947, 1969

## 歴代所属選手
- マット・トゥームア
- 松島幸太朗
- ララカイ・フォケティ
- ブニポラ・フィフィタ